# 維吉尼亞公報
維吉尼亞公報（英文：The Virginia Gazette）是威廉斯堡和詹姆斯市縣本地報紙。1736年由威廉·帕克斯（William Parks）創立，到1780年爲止稱“Virginia Gazette”。它是弗吉尼亞州最早開始發行的報紙之一。

## 历史

### 渊源
《弗吉尼亚公报》的历史可以追溯到美国建国前。事实上，在1736年至1780年间，威廉斯堡当地一共有三份不同的报纸都叫做《弗吉尼亚公报》。最古老的《公报》于1736年8月6日由威廉·派克斯（William Parks）创立，一开始只有四页。同为《马里兰公报》创始人的派克斯创刊的初衷是为了向人们提供国内外的即时新闻。1743年，派克斯在威廉斯堡修建了一所造纸厂，开始印刷本杰明·富兰克林提供的新闻。之后该报几经易主，一直持续发行到1780年：是年4月8日，《公报》出版了最后一期后移师弗吉尼亚新首都里士满。
1766年，威廉·林德（William Rind）创办了同名报纸与派克斯竞争。林德过身后，其遗孀接手报社。这份报纸发行到1776年2月3日。无独有偶，1775年2月3日，派克斯的《公报》的前出版商亚历山大·蒲迪（Alexander Purdie）也创立了一个《弗吉尼亚公报》，但这份报纸非常短命：1779年蒲迪去世，由约翰·克拉森和奥古斯丁·大卫接手的《公报》在次年的12月9日便停止发行。

### 近代复刊
1893年，庄士敦（W. C. Johnston）带领《弗吉尼亚公报》重返威廉斯堡，但这份《公报》已和18世纪的报纸毫不相干。庄士敦于威廉与玛丽学院毕业后在威廉斯堡市政府供职。他创立的《公报》为带民主党立场的周刊，积极吸引投资进入从内战恢复的威廉斯堡地区。《公报》的内容覆盖了本地和全国新闻、趣闻轶事、广告、公司黄页、威廉与玛丽学院公报和各类活动。庄士敦的出版商科特尔（L. S. Cottrell）在1894年成为该报的老板，但又在1896年3月将报纸卖回庄士敦。到了1900年前后，《公报》的发行量在500份上下。当时在威廉斯堡无竞争对手。
罗伯特·斯各特（Robert P. Scott）在1917年接手《公报》，庄士敦转行成为主编。报纸逐渐将内容重心移往全国新闻。1920年，庄士敦撰文反对女性投票运动，认为该运动危害了州权。
1922年，《公报》停止发行。1925年时，又一份《弗吉尼亚公报》问世。该报由威廉与玛丽学院的一批新闻学学生主办，主编是新闻学系的教授巴布柯克（Havilock Babcock），记者和其他职务均由学生担任。但它只持续到了1927年。
1930年，殖民地威廉斯堡的创始人兼当地教区牧师古德温（W. A. R. Goodwin）推动《公报》再度重返威廉斯堡。古德温说服出版商奥斯本（J. A. Osborne）从佛罗里达搬到威廉斯堡，并创办了今日的《弗吉尼亚公报》。1961年，奥斯本家族将报纸售予约翰·格拉夫里（John O. W. Gravely III）。格拉夫里在1975年去世，其遗孀玛莎成为报纸老板兼出版商。1986年，格拉夫里家族将报纸所有权出售给马里兰州的切萨皮克出版公司（Chesapeake Publishing Corp.）最近一次交易发生在2001年，纽波特纽斯的报社《每日讯息报》（Daily Press）将《公报》买下。
《公报》曾在1969年、1980年和1994年三度赢得弗吉尼亚媒体协会的卓越出版刊物奖。1984年，报纸从周刊改为一周两刊。